# Bryan Craig
Bryan Allen Craig est un acteur américain né le 27 octobre 1991 à Boca Raton, en Floride.
Il se fait connaître en jouant dans le soap opera Hôpital central (2013-2018), un rôle qui lui permet de remporter, à deux reprises, le Daytime Emmy Award du meilleur jeune acteur dans une série télévisée dramatique. 
Puis, en 2019, il joue dans la série produite par Eva Longoria, Grand Hotel. 

## Biographie

### Carrière
En 2005, à l'âge de quatorze ans, il joue son premier rôle dans le film Off the Chain. Il quitte ensuite la Floride pour poursuivre sa carrière d'acteur à Los Angeles.
En 2013, il décroche un rôle dans le feuilleton télévisé américain Hôpital central. 

### Vie privée
En couple depuis deux ans avec l'actrice Kelly Thiebaud, le couple se fiance le 28 juin 2015. 

## Filmographie

### Cinéma

#### Longs métrages
- 2005 : Off the Chain de Diane Jacques : Jason Evridge
- 2018 : Ride de Alex Ranarivelo : Jack

#### Courts métrages
- 2010 : I Owe My Life to Corbin Bleu de Deb Hagan : Un gars cool
- 2012 : Drama Queen de Juliana Sorelli : Le petit ami

### Télévision

#### Séries télévisées
- 2010 : The Untitled Michael Jacobs Pilot : Alexander Morgan (pilote non retenu par Freeform)
- 2011 : The Nine Lives of Chloe King : Jonah (1 épisode)
- 2011 - 2012 : Les Aventures de Bucket et Skinner (Bucket & Skinner's Epic Adventures) : Blake Dunkirk (6 épisodes)
- 2013 - 2018 : Hôpital central (General Hospital) : Morgan Stone Corinthos (276 épisodes)
- 2014 - 2015 : Youthful Daze : Jimmy Lowe (34 épisodes)
- 2017 - 2018 : Valor : Adam Coogan, Delta Force operator (9 épisodes)
- 2019 : Narc : Détective Cody Harris (pilote non retenu)
- 2019 : Grand Hotel : Javi Mendozo (rôle principal, 13 épisodes)
- 2022-2024 : Good Trouble

#### Téléfilm
- 2011 : Christmas Spirit de David DeCoteau : Justin

## Distinctions
Sauf indication contraire ou complémentaire, les informations mentionnées dans cette section proviennent de la base de données IMDb.

### Récompenses
- Gold Derby Awards 2013 : meilleur jeune acteur dans une série télévisée dramatique pour Hôpital central
- 43e cérémonie des Daytime Emmy Awards 2016 : meilleur jeune acteur dans une série télévisée dramatique dans Hôpital central.
- 44e cérémonie des Daytime Emmy Awards 2017 : meilleur jeune acteur dans une série télévisée dramatique dans Hôpital central.

### Nominations
- 41e cérémonie des Daytime Emmy Awards 2014 : meilleur jeune acteur dans une série télévisée dramatique dans Hôpital central.
- 42e cérémonie des Daytime Emmy Awards 2015 : meilleur jeune acteur dans une série télévisée dramatique dans Hôpital central.